# Porcellionides fuscomarmoratus
Porcellionides fuscomarmoratus is een pissebed uit de familie Porcellionidae. De wetenschappelijke naam van de soort is voor het eerst geldig gepubliceerd in 1885 door Gustav Budde-Lund.